# Vittorio Storaro
Vittorio Storaro (* 24. června 1940 Řím) je italský kameraman, jehož kariéra začala v roce 1961. 
Vyrůstal ve filmovém prostředí, protože jeho otec byl promítačem u firmy Lux Film. Od jedenácti let se učil fotografovat a pak vystudoval římskou školu Centro Sperimentale di Cinematografia. Jako začátečník točil krátkometrážní filmy s Camillem Bazzonim a Giancarlem Romitellim i televizní show komika Totò. Jeho prvním dlouhometrážním filmem byla v roce 1969 Generace oné doby, kterou režíroval Franco Rossi. Pak začala Storarova dlouholetá spolupráce s Bernardem Bertoluccim, byl kameramanem jeho filmů Strategie pavouka, Konformista, Poslední tango v Paříži, XX. století, Poslední císař, Pod ochranou nebe a Malý Buddha. V Itálii natočil také filmy Pták s křišťálovým peřím (režie Dario Argento), Zlomyslnost (režie Salvatore Samperi) a Giordano Bruno (režie Giuliano Montaldo). 
Storarovým prvním filmem v USA byla Apokalypsa Francise Forda Coppoly. Podílel se také na filmech Agáta (režie Michael Apted), Rudí (režie Warren Beatty) a Jestřábí žena (režie Richard Donner). S Tonym Palmerem natočil pro BBC životopisný televizní seriál o Richardu Wagnerovi. V roce 1989 stál za kamerou při Coppolově části snímku Povídky z New Yorku. Íránský režisér Madžíd Madžídí s ním spolupracoval na filmu o proroku Mohamedovi. S Carlosem Saurou natočil filmy Taxi, Goya v Bordeaux a Já, Don Giovanni. Woody Allen si vybral Storara jako kameramana svých filmů Kolo zázraků, Festival pana Rifkina a Zásah štěstím.
Ve své práci Storaro vychází z Teorie barev Johanna Wolfganga von Goethe. Je ve filmovém světě uznávaným novátorem, který dokázal, že díky sugestivní práci se světlem se kameraman může stát skutečným spoluautorem díla a partnerem režiséra. Je také znám svým noblesním vystupováním a elegantním oblečením. Byl zvolen ředitelem Asociace italských kameramanů. V roce 1991 byl členem poroty festivalu v Cannes. Spolu se svým synem Fabriziem vyvinul nový filmový formát nazvaný Univisium. 
Třikrát získal Oscara za nejlepší kameru: v roce 1979 za Apokalypsu, v roce 1981 za Rudé a v roce 1987 za Posledního císaře. Cena BAFTA za nejlepší kameru mu byla udělena v roce 1991 za film Pod ochranou nebes. Jako kameraman Goyi v Bordeaux si v roce 2000 odnesl Evropskou filmovou cenu i španělskou cenu Goya. Mezinárodní filmový festival v Locarnu Storarovi v roce 2005 věnoval cenu za celoživotní dílo. Univerzita v Urbinu mu udělila čestný doktorát. V roce 2017 obdržel cenu George Eastman House.